# Constricció
En matemàtiques, una restricció o constricció és una condició que ha de satisfer una solució d'un problema d'optimització. Hi ha dos tipus de restriccions: Restriccions d'igualtat i restriccions de desigualtat. El conjunt de solucions que satisfan totes les restriccions s'anomena el conjunt de solucions possibles.

## Exemple
A continuació un exemple senzill de problema d'optimització:
{\displaystyle \min f(\mathbf {x} )=x_{1}^{2}+x_{2}^{4}}
subjecte a
{\displaystyle x_{1}\geq 1}
i
{\displaystyle x_{2}=1,\,}
on {\displaystyle \mathbf {x} } fa referència al vector (x1, x₂).
En aquest exemple, la primera línia defineix la funció que cal minimitzar (anomenada funció objectiu). La segona i la tercera línia defineixen dues restriccions, la primera de les quals és una restricció de desigualtat i la segona és una restricció d'igualtat. Aquestes dues restriccions defineixen el conjunt de solucions possibles.
Sense restriccions, la solució seria {\displaystyle (0,0)\,} on {\displaystyle f(\mathbf {x} )} té el valor més baix. Tanmateix, aquesta solució no satisfà les restriccions. La solució del problema d'optimització restringit anterior és {\displaystyle \mathbf {x} =(1,1)}, que és el punt amb el valor de {\displaystyle f(\mathbf {x} )} més baix que satisfà les dues restriccions.
En forma canònica, les restriccions s'escriuen mitjançant funcions restricció a un costat de la igualtat o desigualtat i zero a l'altre costat. A l'exemple de més amunt, les restriccions es poden escriure en forma canònica de la següent manera:
{\displaystyle c_{1}(\mathbf {x} )=1-x_{1}\leq 0}
i
{\displaystyle c_{2}(\mathbf {x} )=1-x_{2}=0.}
De la mateixa manera, les restriccions de desigualtat es poden escriure en forma canònica amb els signes oposats. En conseqüència, la primera restricció es pot escriure com
{\displaystyle c_{1}(\mathbf {x} )=x_{1}-1.}